# Libertador (Monagas)
Libertador is een gemeente in de Venezolaanse staat Monagas. De gemeente telt 55.700 inwoners. De hoofdplaats is Temblador.